# Saint-Maurice-l’Exil
Saint-Maurice-l’Exil település Franciaországban, Isère megyében. Lakosainak száma 6722 fő (2022. január 1.). Saint-Maurice-l’Exil Clonas-sur-Varèze, Le Péage-de-Roussillon, Roussillon, Saint-Alban-du-Rhône, Chavanay és Saint-Pierre-de-Bœuf községekkel határos.

## Népesség
A település népessége az elmúlt években az alábbi módon változott:
| Lakosok száma | 3433 | 4070 | 5218 | 5526 | 6004 | 6044 | 6141 | 6387 | 6413 | 6722 |
|               | 1968 | 1982 | 1990 | 2006 | 2013 | 2015 | 2017 | 2019 | 2020 | 2022 |